# Zoltán Kővágó
Zoltán Kővágó (* 10. April 1979 in Szolnok) ist ein ungarischer Leichtathlet, der sich auf den Diskuswurf spezialisiert hat.

## Sportliche Laufbahn
Erste internationale Erfahrungen sammelte Zoltán Kővágó im Jahr 1996, als er bei den Juniorenweltmeisterschaften in Sydney mit einer Weite von 53,72 m den vierten Platz belegte. Im Jahr darauf gewann er dann bei den Junioreneuropameisterschaften in Ljubljana mit 52,90 m die Bronzemedaille und 1998 siegte er dann bei den Juniorenweltmeisterschaften in Annecy mit einem Wurf auf 59,36 m. Zudem nahm er erstmals an den Europameisterschaften in Budapest teil, schied dort aber mit 56,89 m in der Qualifikation aus. 1999 belegte er bei den U23-Europameisterschaften in Göteborg mit 58,51 m den sechsten Platz und im Jahr darauf nahm er erstmals an den Olympischen Spielen in Sydney teil, bei denen er aber in der Qualifikation keinen gültigen Versuch zustande brachte.
2001 siegte er dann bei den U23-Europameisterschaften in Amsterdam mit einer Weite von 63,85 m und startete anschließend bei den Weltmeisterschaften in Edmonton, bei denen er mit 58,42 m aber nicht das Finale erreichte. Im Jahr darauf gelangte er bei den Europameisterschaften in München bis in das Finale und belegte dort mit 63,63 m den siebten Platz. 2003 schied er bei den Weltmeisterschaften in Paris mit 61,31 m in der Qualifikation aus und im Jahr darauf schaffte er die erneute Qualifikation für die Olympischen Spiele in Athen, bei denen er mit einem Wurf auf 67,04 m im Finale die Silbermedaille hinter dem Litauer Virgilijus Alekna gewann. Anschließend wurde er dann auch beim IAAF World Final in Monaco mit 64,09 m Zweiter, diesmal hinter dem Spanier Mario Pestano.
Bei den Leichtathletik-Weltmeisterschaften 2005 in Helsinki erreichte er mit 62,94 m den zehnten Rang und wurde anschließend beim World Final in Monaco mit 65,65 m Dritter hinter dem Litauer Alekna und Gerd Kanter aus Estland. Im Jahr darauf gelang ihm dann beim World Final in Stuttgart kein gültiger Versuch und 2007 wurde er dann bei den Weltmeisterschaften in Osaka mit 63,04 m Neunter und erreichte beim World Final mit 61,58 m Rang sieben, ehe er bei den Militärweltspielen in Hyderabad mit einer Weite von 64,38 m die Silbermedaille hinter dem Polen Piotr Małachowski. 2008 nahm er bereits zum dritten Mal an den Olympischen Spielen in Peking teil, scheiterte dort aber mit 60,79 m in der Qualifikation und erreichte anschließend beim World Final in Stuttgart mit 65,11 m Rang vier.
2009 wurde er bei den Weltmeisterschaften in Berlin mit 65,17 m Sechster und schied er bei den Europameisterschaften in Barcelona mit 59,04 m in der Qualifikation aus. 2011 nahm er an den Weltmeisterschaften in Daegu teil und 2012 gewann er bei den Europameisterschaften in Helsinki ursprünglich die Silbermedaille, wurde aber kurz vor den Olympischen Spielen des Dopings überführt und seine Resultate annulliert. Nach Ablauf seiner Sperre nahm er 2014 an den Europameisterschaften in Zürich teil, verpasste dort aber mit einer Weite von 61,14 m den Finaleinzug. Auch bei den Leichtathletik-Weltmeisterschaften 2015 in Peking schied er mit 61,37 m in der Qualifikation aus. Anschließend siegte er bei den Militärweltspielen im südkoreanischen Mungyeong mit einem Wurf auf 66,01 m. 2016 belegte er bei den Europameisterschaften in Amsterdam mit 64,66 m den sechsten Platz und schaffte zudem die erneute Qualifikation für die Olympischen Spiele in Rio de Janeiro, bei denen er mit 64,50 m im Finale den siebten Platz.
2017 schied er dann bei den Weltmeisterschaften in London mit 59,46 m in der Qualifikation aus, wie auch bei den Europameisterschaften in Berlin im Jahr darauf mit 59,29 m. 2019 wurde er dann bei den Militärweltspielen in Wuhan mit einem Wurf auf 56,47 m Sechster.
In den Jahren 2001, 2004 und 2005 sowie von 2008 bis 2011, von 2014 bis 2017 und 2019 wurde Kővágó ungarischer Meister im Diskuswurf.

## Doping
Im Juli 2012, kurz vor den Olympischen Spielen in London, wurde Kővágó gemäß einem Urteil des Internationalen Sportgerichtshofs wegen eines im August 2011 verweigerten Dopingtests für zwei Jahre bis zum 5. Juli 2014 gesperrt. Seine kurz davor bei den Europameisterschaften gewonnene Bronzemedaille wurde aberkannt.